# Hippaliosina imperfecta
Hippaliosina imperfecta är en mossdjursart som först beskrevs av Ferdinand Canu och Ray Smith Bassler 1928.  Hippaliosina imperfecta ingår i släktet Hippaliosina och familjen Hippaliosinidae. Inga underarter finns listade i Catalogue of Life.